# Judô nos Jogos Olímpicos de Verão de 2020

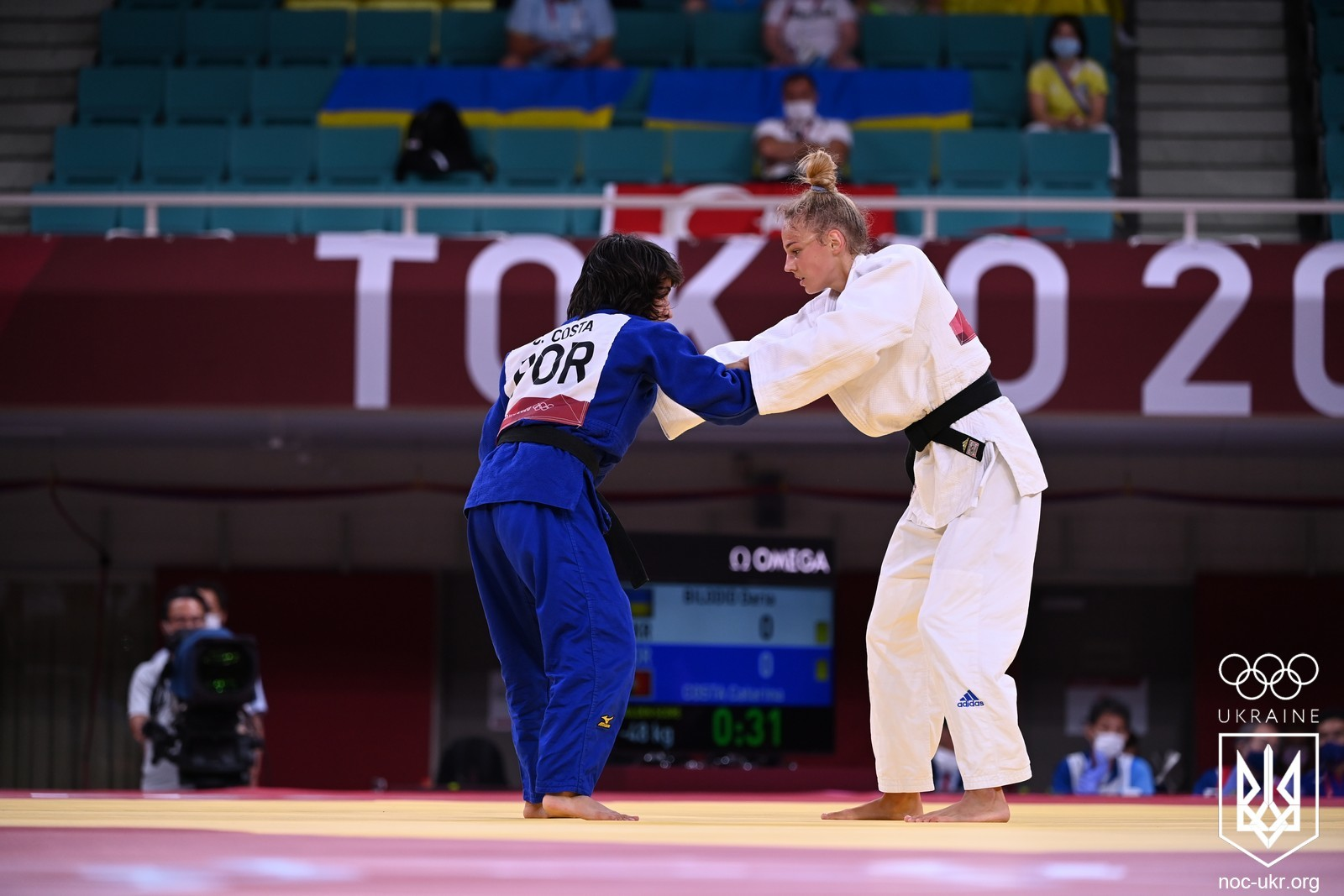
Disputa entre Catarina Costa e Daria Bilodid na categoria até 48 kg feminino

As competições de judô nos Jogos Olímpicos de Verão de 2020 em Tóquio foram disputadas em 15 eventos de acordo com as categorias de peso, sendo sete para homens, sete para mulheres e um evento inaugural por equipes mistas. Originalmente programados para o período de 25 de julho a 1 de agosto de 2020, os eventos foram adiados em um ano devido à pandemia da COVID-19, sendo remarcados e ocorridos entre 24 e 31 de julho de 2021.
Todos os eventos foram realizados no Nippon Budokan com um total de 388 judocas representando 124 Comitês Olímpicos Nacionais (CON). As chaves de cada categoria foram sorteadas em 23 de julho de 2021, com os oito primeiros judocas na ranking da Federação Internacional de Judô em cada um delas sendo os cabeças de chave.

## Qualificação
Até 393 judocas poderiam se qualificar para os Jogos Olímpicos de 2020, sendo que cada CON poderia inscrever no máximo 14 competidores (um em cada categoria). O Japão, como país-sede, recebeu uma vaga em cada uma das categorias, enquanto 20 estavam disponíveis para os CONs não classificados e definido pela Comissão Tripartite.
Todos os demais judocas passaram por um processo de qualificação para conseguir a vaga através do ranking final da Federação Internacional de Judô em 28 de junho de 2021. Os 18 melhores em cada categoria se qualificaram automaticamente, embora cada CON tivesse um limite de um judoca por categoria. Se um CON tivesse mais de um judoca entre os melhores 18 do ranking poderia decidir qual deles ficaria com a vaga.
Vagas continentais (13 homens e 12 mulheres para a Europa, 12 de cada gênero para a África, 10 homens e 11 mulheres para as Américas, 10 de cada gênero para a Ásia, e 5 de cada gênero para a Oceania) também estavam disponíveis. Essas vagas foram distribuídas através de uma lista de todos os judocas do continente entre todas as divisões e gêneros. Os melhores se qualificaram por vez, sujeito à regra geral de um competidor por CON por categoria, além da regra adicional de que um CON poderia qualificar apenas um judoca pela vaga continental (garantindo que 100 CONs diferentes estivessem representados por este sistema).
A qualificação da equipe mista se deu através da qualificação de judocas individuais suficiente por um CON entre as várias categorias para ter uma equipe de seis atletas que preencham determinados requerimentos (um homem e uma mulher em cada um dos três grupos de divisões).

## Calendário
As competições de judô foram realizados ao longo de oito dias, iniciando com as disputas das categorias mais leves em 24 de julho e finalizando com o evento misto por equipes em 31 de julho de 2021.
| Q | Eliminatórias e quartas de final | F | Repescagem, semifinal, disputas do bronze e do ouro |

| Masculino                |   |   |   |   |   |   |   |   |   |   |   |   |   |   |   |   |
| Até 60 kg masculino      | Q | F |   |   |   |   |   |   |   |   |   |   |   |   |   |   |
| Até 66 kg masculino      |   |   | Q | F |   |   |   |   |   |   |   |   |   |   |   |   |
| Até 73 kg masculino      |   |   |   |   | Q | F |   |   |   |   |   |   |   |   |   |   |
| Até 81 kg masculino      |   |   |   |   |   |   | Q | F |   |   |   |   |   |   |   |   |
| Até 90 kg masculino      |   |   |   |   |   |   |   |   | Q | F |   |   |   |   |   |   |
| Até 100 kg masculino     |   |   |   |   |   |   |   |   |   |   | Q | F |   |   |   |   |
| Mais de 100 kg masculino |   |   |   |   |   |   |   |   |   |   |   |   | Q | F |   |   |
| Feminino                 |   |   |   |   |   |   |   |   |   |   |   |   |   |   |   |   |
| Até 48 kg feminino       | Q | F |   |   |   |   |   |   |   |   |   |   |   |   |   |   |
| Até 52 kg feminino       |   |   | Q | F |   |   |   |   |   |   |   |   |   |   |   |   |
| Até 57 kg feminino       |   |   |   |   | Q | F |   |   |   |   |   |   |   |   |   |   |
| Até 63 kg feminino       |   |   |   |   |   |   | Q | F |   |   |   |   |   |   |   |   |
| Até 70 kg feminino       |   |   |   |   |   |   |   |   | Q | F |   |   |   |   |   |   |
| Até 78 kg feminino       |   |   |   |   |   |   |   |   |   |   | Q | F |   |   |   |   |
| Mais de 78 kg feminino   |   |   |   |   |   |   |   |   |   |   |   |   | Q | F |   |   |
| Equipe mista             |   |   |   |   |   |   |   |   |   |   |   |   |   |   |   |   |
| Equipe mista             |   |   |   |   |   |   |   |   |   |   |   |   |   |   | Q | F |

## Nações participantes
Ao todo, 124 CONs tiveram atletas qualificados em ao menos um evento. Honduras, Letônia, Serra Leoa e Sudão haviam competidores inscritos, todavia, não chegaram a participar, diminuindo, por conseguinte a quantidade de CONs participantes para 124. Entre parênteses encontra-se representada a quantidade de atletas.
- RSA África do Sul (1)
- ALB Albânia (1)
- GER Alemanha (13)
- ANG Angola (1)
- KSA Arábia Saudita (2)
- ALG Argélia (2)
- ARG Argentina (2)
- ARM Armênia (1)
- AUS Austrália (3)
- AUT Áustria (6)
- AZE Azerbaijão (9)
- BEL Bélgica (4)
- BEN Benim (1)
- BLR Bielorrússia (3)
- BIH Bósnia e Herzegovina (1)
- BRA Brasil (13)
- BUL Bulgária (3)
- BUR Burquina Fasso (1)
- BHU Butão (1)
- CPV Cabo Verde (1)
- CMR Camarões (2)
- CAN Canadá (6)
- QAT Catar (1)
- KAZ Cazaquistão (6)
- CHA Chade (1)
- CHI Chile (1)
- CHN China (6)
- COL Colômbia (1)
- COM Comores (1)
- KOR Coreia do Sul (14)
- CIV Costa do Marfim (1)
- CRC Costa Rica (1)
- CRO Croácia (3)
- CUB Cuba (6)
- DEN Dinamarca (1)
- DJI Djibuti (1)
- EGY Egito (3)
- UAE Emirados Árabes Unidos (2)
- ECU Equador (3)
- EOR Equipe Olímpica de Refugiados (6)
- SLO Eslovênia (5)
- ESP Espanha (7)
- USA Estados Unidos (4)
- EST Estônia (1)
- FIJ Fiji (1)
- PHI Filipinas (1)
- FRA França (13)
- GAB Gabão (1)
- GAM Gâmbia (1)
- GHA Gana (1)
- GEO Geórgia (9)
- GBR Grã-Bretanha (6)
- GRE Grécia (2)
- GUM Guam (1)
- GUA Guatemala (1)
- GUI Guiné (1)
- GBS Guiné-Bissau (1)
- HAI Haiti (1)
- HON Honduras (1)
- HUN Hungria (7)
- YEM Iêmen (1)
- IND Índia (1)
- IRL Irlanda (2)
- ISR Israel (12)
- ITA Itália (8)
- JAM Jamaica (1)
- JPN Japão (14)
- JOR Jordânia (1)
- KIR Kiribati (1)
- KOS Kosovo (5)
- LAO Laos (1)
- LAT Letônia (1)
- LBN Líbano (1)
- LBA Líbia (1)
- LIE Liechtenstein (1)
- LTU Lituânia (1)
- MKD Macedônia do Norte (1)
- MAD Madagascar (1)
- MAW Malawi (1)
- MAR Marrocos (2)
- MRI Maurício (1)
- MEX México (1)
- MYA Mianmar (1)
- MOZ Moçambique (1)
- MDA Moldávia (2)
- MON Mônaco (1)
- MGL Mongólia (12)
- MNE Montenegro (1)
- NEP Nepal (1)
- NCA Nicarágua (1)
- NIG Níger (1)
- NED Países Baixos (10)
- PLE Palestina (1)
- PAN Panamá (2)
- PAK Paquistão (1)
- PER Peru (1)
- POL Polônia (6)
- PUR Porto Rico (3)
- POR Portugal (8)
- KGZ Quirguistão (1)
- CZE República Checa (2)
- COD República Democrática do Congo (1)
- DOM República Dominicana (1)
- ROC ROC (13)
- ROU Romênia (3)
- SAM Samoa (1)
- SMR San Marino (1)
- SEY Seicheles (1)
- SEN Senegal (1)
- SLE Serra Leoa (1)
- SRB Sérvia (5)
- SRI Sri Lanka (1)
- SUD Sudão (1)
- SWE Suécia (4)
- SUI Suíça (2)
- THA Tailândia (1)
- TPE Taipé Chinês (3)
- TJK Tajiquistão (4)
- TTO Trinidad e Tobago (1)
- TUN Tunísia (3)
- TKM Turcomenistão (1)
- TUR Turquia (6)
- UKR Ucrânia (7)
- URU Uruguai (1)
- UZB Uzbequistão (10)
- VAN Vanuatu (1)
- VEN Venezuela (3)
- VIE Vietnã (1)
- ZAM Zâmbia (1)

## Medalhistas
Masculino
| Evento                  | Ouro                              | Prata                             | Bronze                                 |
| ----------------------- | --------------------------------- | --------------------------------- | -------------------------------------- |
| Até 60 kg detalhes      | Naohisa Takato JPN Japão          | Yang Yung-wei TPE Taipé Chinês    | Yeldos Smetov KAZ Cazaquistão          |
| Até 60 kg detalhes      | Naohisa Takato JPN Japão          | Yang Yung-wei TPE Taipé Chinês    | Luka Mkheidze FRA França               |
| Até 66 kg detalhes      | Hifumi Abe JPN Japão              | Vazha Margvelashvili GEO Geórgia  | Daniel Cargnin BRA Brasil              |
| Até 66 kg detalhes      | Hifumi Abe JPN Japão              | Vazha Margvelashvili GEO Geórgia  | An Baul KOR Coreia do Sul              |
| Até 73 kg detalhes      | Shohei Ono JPN Japão              | Lasha Shavdatuashvili GEO Geórgia | Tsend-Ochiryn Tsogtbaatar MGL Mongólia |
| Até 73 kg detalhes      | Shohei Ono JPN Japão              | Lasha Shavdatuashvili GEO Geórgia | An Chang-rim KOR Coreia do Sul         |
| Até 81 kg detalhes      | Takanori Nagase JPN Japão         | Saeid Mollaei MNG Mongólia        | Matthias Casse BEL Bélgica             |
| Até 81 kg detalhes      | Takanori Nagase JPN Japão         | Saeid Mollaei MNG Mongólia        | Shamil Borchashvili AUT Áustria        |
| Até 90 kg detalhes      | Lasha Bekauri GEO Geórgia         | Eduard Trippel GER Alemanha       | Davlat Bobonov UZB Uzbequistão         |
| Até 90 kg detalhes      | Lasha Bekauri GEO Geórgia         | Eduard Trippel GER Alemanha       | Krisztián Tóth HUN Hungria             |
| Até 100 kg detalhes     | Aaron Wolf JPN Japão              | Cho Gu-ham KOR Coreia do Sul      | Jorge Fonseca POR Portugal             |
| Até 100 kg detalhes     | Aaron Wolf JPN Japão              | Cho Gu-ham KOR Coreia do Sul      | Niyaz Ilyasov ROC                      |
| Mais de 100 kg detalhes | Lukáš Krpálek CZE República Checa | Guram Tushishvili GEO Geórgia     | Teddy Riner FRA França                 |
| Mais de 100 kg detalhes | Lukáš Krpálek CZE República Checa | Guram Tushishvili GEO Geórgia     | Tamerlan Bashaev ROC                   |

Feminino
| Evento                 | Ouro                           | Prata                           | Bronze                                 |
| ---------------------- | ------------------------------ | ------------------------------- | -------------------------------------- |
| Até 48 kg detalhes     | Distria Krasniqi KOS Kosovo    | Funa Tonaki JPN Japão           | Daria Bilodid UKR Ucrânia              |
| Até 48 kg detalhes     | Distria Krasniqi KOS Kosovo    | Funa Tonaki JPN Japão           | Mönkhbatyn Urantsetseg MNG Mongólia    |
| Até 52 kg detalhes     | Uta Abe JPN Japão              | Amandine Buchard FRA França     | Chelsie Giles GBR Grã-Bretanha         |
| Até 52 kg detalhes     | Uta Abe JPN Japão              | Amandine Buchard FRA França     | Odette Giuffrida ITA Itália            |
| Até 57 kg detalhes     | Nora Gjakova KOS Kosovo        | ‎Sarah-Léonie Cysique FRA França | Jessica Klimkait CAN Canadá            |
| Até 57 kg detalhes     | Nora Gjakova KOS Kosovo        | ‎Sarah-Léonie Cysique FRA França | ‎Tsukasa Yoshida JPN Japão              |
| Até 63 kg detalhes     | Clarisse Agbegnenou FRA França | Tina Trstenjak SLO Eslovênia    | Catherine Beauchemin-Pinard CAN Canadá |
| Até 63 kg detalhes     | Clarisse Agbegnenou FRA França | Tina Trstenjak SLO Eslovênia    | Maria Centracchio ITA Itália           |
| Até 70 kg detalhes     | Chizuru Arai JPN Japão         | Michaela Polleres AUT Áustria   | Madina Taimazova ROC                   |
| Até 70 kg detalhes     | Chizuru Arai JPN Japão         | Michaela Polleres AUT Áustria   | Sanne van Dijke NED Países Baixos      |
| Até 78 kg detalhes     | Shori Hamada JPN Japão         | Madeleine Malonga FRA França    | Anna-Maria Wagner GER Alemanha         |
| Até 78 kg detalhes     | Shori Hamada JPN Japão         | Madeleine Malonga FRA França    | Mayra Aguiar BRA Brasil                |
| Mais de 78 kg detalhes | Akira Sone JPN Japão           | Idalys Ortiz CUB Cuba           | Iryna Kindzerska AZE Azerbaijão        |
| Mais de 78 kg detalhes | Akira Sone JPN Japão           | Idalys Ortiz CUB Cuba           | Romane Dicko FRA França                |

Misto
| Evento          | Ouro | Prata | Bronze |
| --------------- | --- | --- | --- |
| Equipe detalhes | Clarisse Agbegnenou Amandine Buchard Guillaume Chaine Axel Clerget Sarah-Léonie Cysique Romane Dicko Alexandre Iddir Kilian Le Blouch Madeleine Malonga Margaux Pinot Teddy Riner FRA França | Hifumi Abe Uta Abe Chizuru Arai Shori Hamada Hisayoshi Harasawa Shoichiro Mukai Takanori Nagase Shohei Ono Akira Sone Miku Tashiro Aaron Wolf Tsukasa Yoshida JPN Japão | Johannes Frey Karl-Richard Frey Jasmin Grabowski Katharina Menz Dominic Ressel Giovanna Scoccimarro Sebastian Seidl Theresa Stoll Martyna Trajdos Eduard Trippel Anna-Maria Wagner Igor Wandtke GER Alemanha |
| Equipe detalhes | Clarisse Agbegnenou Amandine Buchard Guillaume Chaine Axel Clerget Sarah-Léonie Cysique Romane Dicko Alexandre Iddir Kilian Le Blouch Madeleine Malonga Margaux Pinot Teddy Riner FRA França | Hifumi Abe Uta Abe Chizuru Arai Shori Hamada Hisayoshi Harasawa Shoichiro Mukai Takanori Nagase Shohei Ono Akira Sone Miku Tashiro Aaron Wolf Tsukasa Yoshida JPN Japão | Tohar Butbul Raz Hershko Li Kochman Inbar Lanir Sagi Muki Timna Nelson-Levy Peter Paltchik Shira Rishony Or Sasson Gili Sharir Baruch Shmailov ISR Israel                                                    |

## Quadro de medalhas

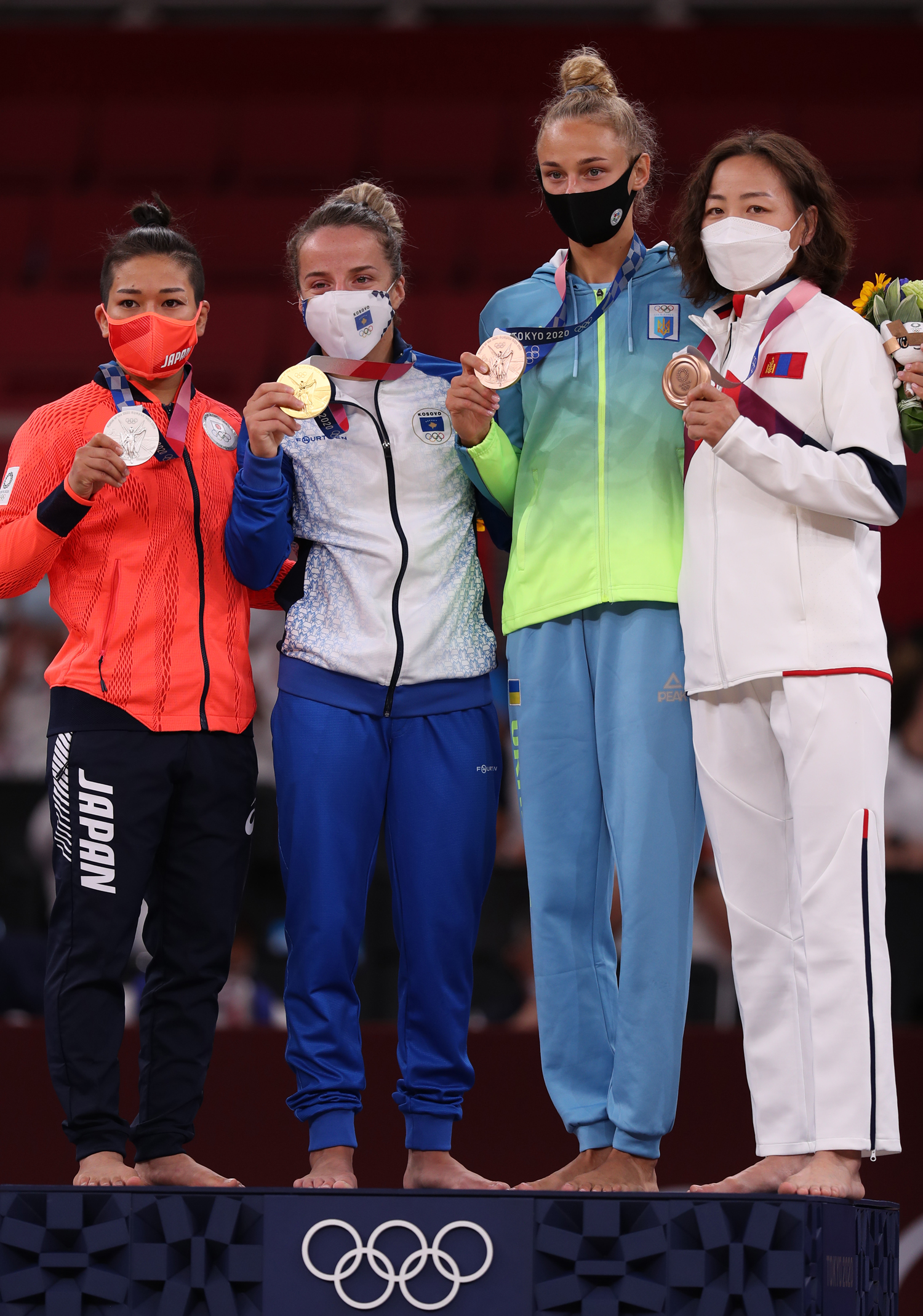
Medalhistas da categoria até 48 kg feminino

País sede destacado
| Ordem | País                | Medalha de ouro | Medalha de prata | Medalha de bronze |    | Ordem por total |
| ----- | ------------------- | --------------- | ---------------- | ----------------- | -- | --------------- |
| 1     | JPN Japão           | 9               | 2                | 1                 | 12 | 1               |
| 2     | FRA França          | 2               | 3                | 3                 | 8  | 2               |
| 3     | KOS Kosovo          | 2               |                  |                   | 2  | 8               |
| 4     | GEO Geórgia         | 1               | 3                |                   | 4  | 3               |
| 5     | CZE República Checa | 1               |                  |                   | 1  | 13              |
| 6     | GER Alemanha        |                 | 1                | 2                 | 3  | 4               |
|       | KOR Coreia do Sul   |                 | 1                | 2                 | 3  | 4               |
|       | MGL Mongólia        |                 | 1                | 2                 | 3  | 4               |
| 9     | AUT Áustria         |                 | 1                | 1                 | 2  | 8               |
| 10    | CUB Cuba            |                 | 1                |                   | 1  | 13              |
|       | SLO Eslovênia       |                 | 1                |                   | 1  | 13              |
|       | TPE Taipé Chinês    |                 | 1                |                   | 1  | 13              |
| 13    | ROC                 |                 |                  | 3                 | 3  | 4               |
| 14    | BRA Brasil          |                 |                  | 2                 | 2  | 8               |
|       | CAN Canadá          |                 |                  | 2                 | 2  | 8               |
|       | ITA Itália          |                 |                  | 2                 | 2  | 8               |
| 17    | AZE Azerbaijão      |                 |                  | 1                 | 1  | 13              |
|       | BEL Bélgica         |                 |                  | 1                 | 1  | 13              |
|       | GBR Grã-Bretanha    |                 |                  | 1                 | 1  | 13              |
|       | HUN Hungria         |                 |                  | 1                 | 1  | 13              |
|       | ISR Israel          |                 |                  | 1                 | 1  | 13              |
|       | KAZ Cazaquistão     |                 |                  | 1                 | 1  | 13              |
|       | NED Países Baixos   |                 |                  | 1                 | 1  | 13              |
|       | POR Portugal        |                 |                  | 1                 | 1  | 13              |
|       | UKR Ucrânia         |                 |                  | 1                 | 1  | 13              |
|       | UZB Uzbequistão     |                 |                  | 1                 | 1  | 13              |
| TOTAL | TOTAL               | 15              | 15               | 30                | 60 | —               |